# Tyringham (Massachusetts)
Tyringham es un pueblo ubicado en el condado de Berkshire en el estado estadounidense de Massachusetts. En el Censo de 2010 tenía una población de 327 habitantes y una densidad poblacional de 6,69 personas por km².

## Geografía
Tyringham se encuentra ubicado en las coordenadas 42°14′28″N 73°10′53″O / 42.24111, -73.18139. Según la Oficina del Censo de los Estados Unidos, Tyringham tiene una superficie total de 48.89 km², de la cual 48.3 km² corresponden a tierra firme y (1.2%) 0.59 km² es agua.

## Demografía
Según el censo de 2010, había 327 personas residiendo en Tyringham. La densidad de población era de 6,69 hab./km². De los 327 habitantes, Tyringham estaba compuesto por el 97.86% blancos, el 0.92% eran afroamericanos, el 0.31% eran amerindios, el 0.92% eran asiáticos, el 0% eran isleños del Pacífico, el 0% eran de otras razas y el 0% pertenecían a dos o más razas. Del total de la población el 0.92% eran hispanos o latinos de cualquier raza.